# الذراع (الحد)

تعديل مصدري - تعديل

الذراع هي إحدى قرى عزلة الحد بمديرية الحد التابعة لمحافظة لحج، بلغ تعداد سكانها 542 نسمة حسب تعداد اليمن لعام 2004.